# Плотниковы
Пло́тниковы — деревня в Верхнекамском районе Кировской области России. Входит в состав Кирсинского городского поселения.

## География
Деревня находится на северо-востоке Кировской области, в южной части Верхнекамского района, к югу от деревни Кочкино. Абсолютная высота — 134 метра над уровнем моря.
Расстояние до районного центра (города Кирс) — 17 км.

## Население
По данным всероссийской переписи 2010 года, численность населения деревни составляла 55 человек (мужчины — 28, женщины — 27).

## История
Деревня была основана в 1832 году. Первым известным поселенцем был крепостной крестьянин Матвей Плотников, уроженец Орловской губернии, в начале 19 века в числе других крестьян проданный помещиком владельцу Кирсинского железоделательного завода, но позже получивший вольную. Основными занятиями жителей были земледелие и животноводство, а также заготовка дров, древесного угля и глины для нужд Песковского чугунолитейного завода. По данным переписи населения 1926 года число жителей деревни составляло 122 человека (22 хозяйства).